# Kanadai Zöld Párt
A Kanadai Zöld Párt (franciául: Parti vert du Canada) 1983-ban alakult meg, 2008 októberében 10000 - 12000 regisztrált tagja volt.
Ökológiai, környezetvédelmi kérdésekkel foglalkoznak, az alulról építkező társadalmi demokráciában hisznek, vallják a szociális igazságosságot. Elizabeth May 2006. augusztus 26-a óta vezeti a pártot. 2008. augusztus 30-án a független jelölt Blair Wilson csatlakozott a Kanadai Zöld Párthoz és bekerült a Kanadai Képviselőházba. A 2011-es kanadai szövetséges választásokban Elizabeth May megnyerte a választási körzetét és bekerült a Képviselőhazba - az első alkalom, hogy egy zöldpárti szavazás által jutott be.

## A párt vezetői

| - Trevor Hancock (1983–1984) - Seymour Trieger (1984–1988) - Kathryn Cholette (1988–1990) - Chris Lea (1990–1996) - Wendy Priesnitz (1996–1997) | - Harry Garfinkle (1997) - Joan Russow (1997–2001) - Chris Bradshaw (2001–2003) - Jim Harris (2003–2006) - Elizabeth May (2006–) |

## Külső hivatkozások
- A Kanadai Zöld Párt hivatalos weblapja
- Kanadai zöld fiatalok Archiválva 2007. december 13-i dátummal a Wayback Machine-ben
- YouTube-videó. YouTube
- Kanadai Zöld Párt Archiválva 2011. október 14-i dátummal a Wayback Machine-ben